# Reino (Itália)
Para outros significados de Reino, veja Reino

Reino é uma comuna italiana da região da Campania, província de Benevento, com cerca de 1.360 habitantes. Estende-se por uma área de 23 km², tendo uma densidade populacional de 59 hab/km². Faz fronteira com Circello, Colle Sannita, Fragneto l'Abate, Pesco Sannita, San Marco dei Cavoti.

## Demografia
| Variação demográfica do município entre 1861 e 2011                               |
|                                                                                   |
| Fonte: Istituto Nazionale di Statistica (ISTAT) - Elaboração gráfica da Wikipedia |